# Pop Festival Ljubljana 72
Pop Festival Ljubljana 72 je album uživo sa snimcima sa BOOM Festivala 1972. Festival je održan 21. i 22. aprila 1972. godine u Hali Tivoli u Ljubljani. Nastupili su Nirvana, Indeksi, Ivica Kiš, Alarm, Grupa 777, Drago Mlinarec, Mladi Levi, Had, Ivica Percl, Tajm, Grupa Marina Škrgatića i Tomaž Domicelj.
Pop Festival Ljubljana 72 je prvi album uživo snimljen u Jugoslaviji i prvi dupli album izdat u Jugoslaviji.

## Spisak pesama i izvođača
A strana

1. 222 (2:54) Nirvana 

2. Hej ti (5:27) Indeksi
 
3. Kaj god blues (2:26) Drago Mlinarec, Ivica Kiš i Tomaž Domicelj

4. Skladište tišine (2:23) Drago Mlinarec, Ivica Kiš i Tomaž Domicelj

5. Boj (3:15) Alarm

B strana

1. Exodus (5:38) Grupa 777

2. Spominjam se antimaterije (12:38) Mladi Levi

C strana

1. Nebeski dar (4:01) Had

2. Put u ništa (4:09) Had

3. Svakoga dana ja znam (2:21) Ivica Percl

4. Smij se (6:35) Grupa Marina Škrgatića

D strana

1. Za koji život treba da se rodim (13:07) Tajm

2. Pred tvojim vratima (5:17) Nirvana